# Hagith (opera)
Hagith op. 25 – pierwsza opera Karola Szymanowskiego, w jednym akcie, z librettem Feliksa Dörmanna. Została napisana w latach 1912–13, a jej prapremiera miała miejsce w Warszawie 13 maja 1922 roku.

## Osoby
- Stary Król – tenor
- Młody Król – tenor
- Hagith – sopran
- Arcykapłan – bas
- Lekarz – baryton
- Sługa – rola niema
- lud

## Treść
Akcja rozgrywa się w starożytności biblijnej.

Libretto Dörmanna w swobodny sposób trawestuje wątki Starego Testamentu, ze szczególnym uwzględnieniem Pierwszej Księgi Królewskiej. Jest napisane sprawnie, z typowo profesjonalnym wyczuciem sceny. Mieszając zdradę z zazdrością, lęk z pożądaniem i miłość ze śmiercią stanowi znak swoich czasów. Jego wadą jest pewna jednowymiarowość postaci, które pod względem psychologicznym praktycznie nie ewoluują. Wzorowane na Salome i Elektrze mocno ustępuje genialnym pierwowzorom Wilde'a i Hoffmanstahla.

## Dyskografia
- Hagith, wyd. Stowarzyszenie Muzyki Polskiej, nagrano 12 i 13 lipca 2013 r. podczas 9. Festiwalu Muzyki Polskiej w Krakowie[5][6]